# Vrije polder noordelijk deel
De Vrije polder noordelijk deel is een polder ten zuidoosten van Waterlandkerkje, behorende tot de Oranjepolders.
Het is het noordelijk deel van de in 1535 ingedijkte Vrije polder, die bij de inundatie van 1583 overstroomde en die in 1650 werd herdijkt.
Aan de rand van de polder ligt in het westen de kom van Waterlandkerkje en in het oosten de buurtschap Turkeye. Voorts ligt er de boerderij Kanonhof, en de naam daarvan zal wel verwijzen naar het militaire object de Passageule-Linie, dat direct ten zuiden van deze polder was gelegen.
De polder wordt begrensd door de Liniedijk, de Molenweg en de Turkeijeweg. Ze heeft een oppervlakte van 105 ha.